# Nan (rivière)
La Nan est une rivière de Thaïlande. C'est un des plus importants tributaires de la Chao Phraya, dans laquelle elle se jette à Nakhon Sawan, après 627 km de cours. Son bassin versant a une superficie de 57 947 km2.

## Géographie

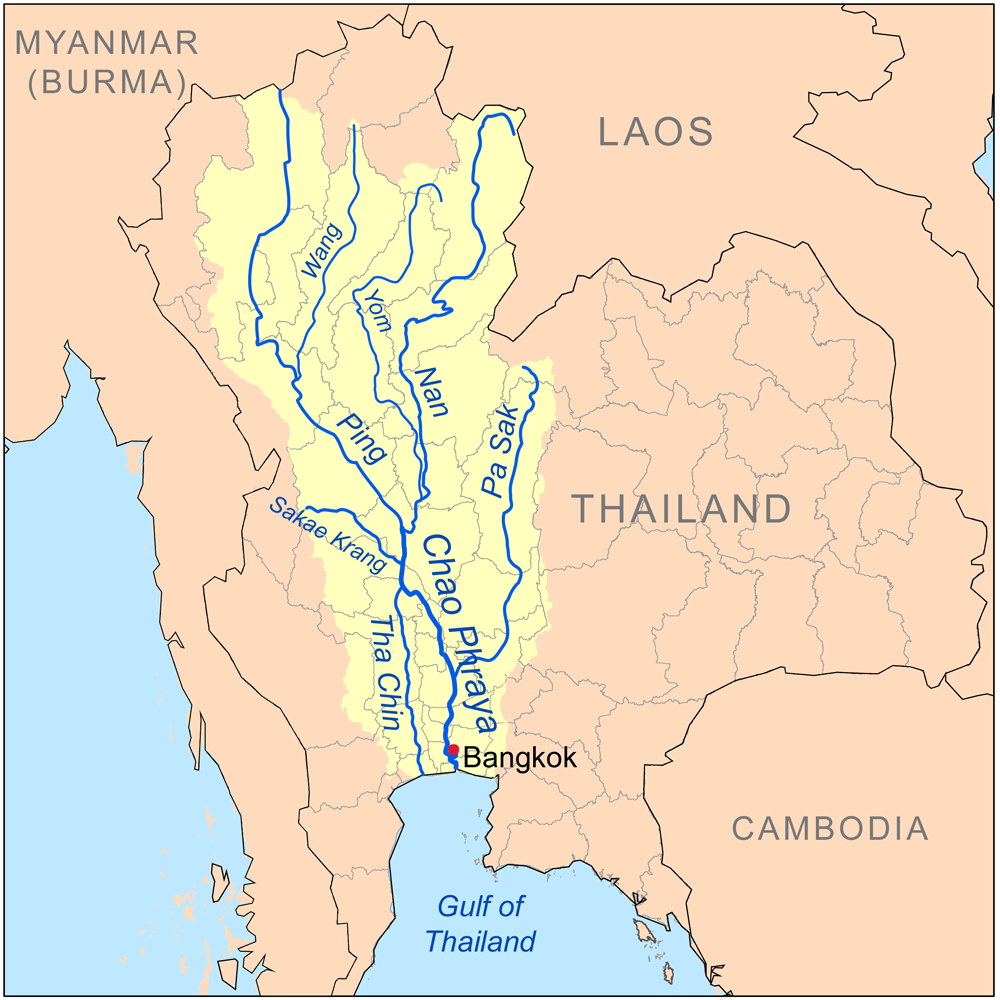
Carte du Bassin de la Chao Phraya, avec ses principaux affluents.

Née dans la province de Nan, la Nan coule vers le Sud, longeant ou traversant la province d'Uttaradit, la province de Phitsanulok et la province de Phichit. Dans le district de Chum Saeng, dans la province de Nakhon Sawan elle reçoit les eaux de la Yom, puis rejoint la Ping à Pak Nam Pho, dans la ville de Nakhon Sawan : les deux rivières forment alors la Chao Phraya.

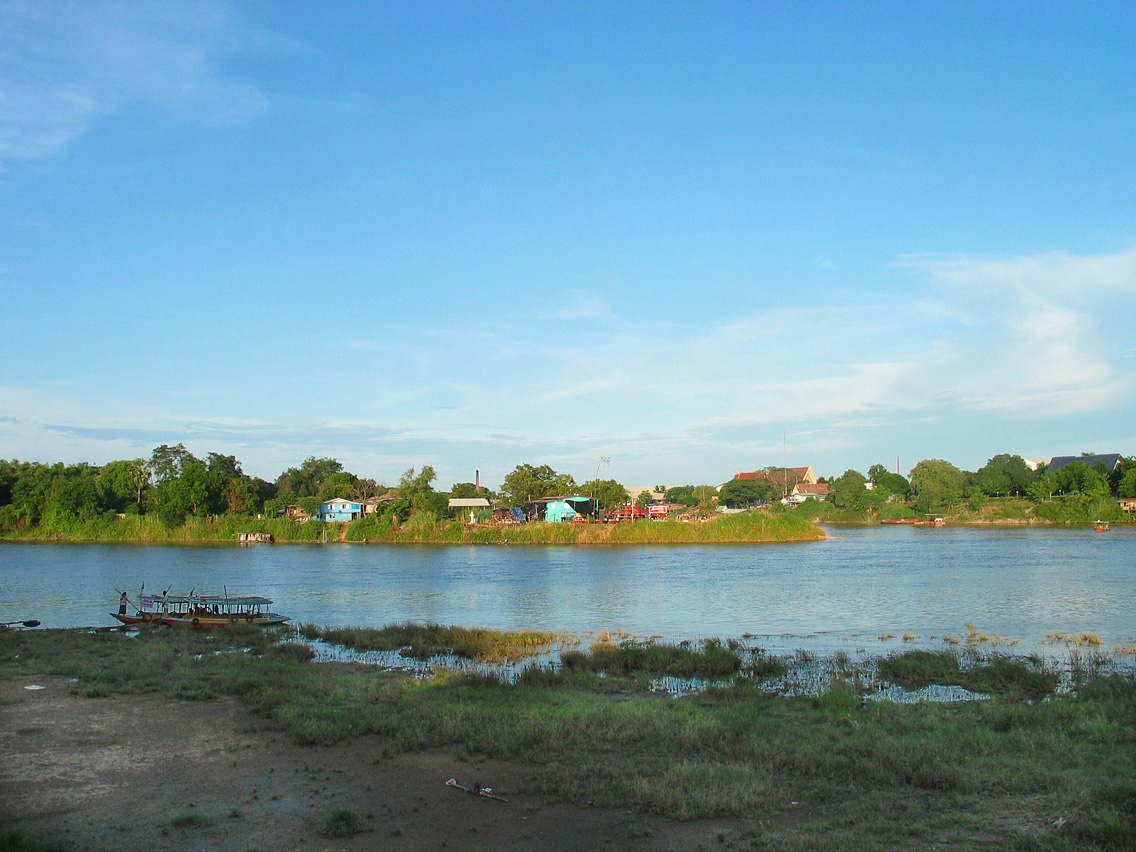
Confluence de la Ping et de la Nan formant le fleuve Chao Phraya.

### Affluents
Le principal est la Yom, presque aussi longue qu'elle, qui la rejoint dans la province de Nakhon Sawan. D'autres affluents de son bassin inférieur sont la Butsabong et la Wang Pong. La Wat Ta Yom et la Wang Thong la rejoignent plus au nord, dans la province de Phichit, la Khwae Noi dans la province de Phitsanulok, la Tron et la Pat dans la province d'Uttaradit. La Wa, la Haet, la Yao et la Hao sont les affluents les plus proches de la source, dans la province de Nan.

### Chutes d'eau
Kaeng Luang est une cascade sur la Nan dans la province de Nan.

### Principales villes traversées
D'amont en aval :
- Nan
- Uttaradit
- Phitsanulok
- Phichit
- Nakhon Sawan

## Drainage

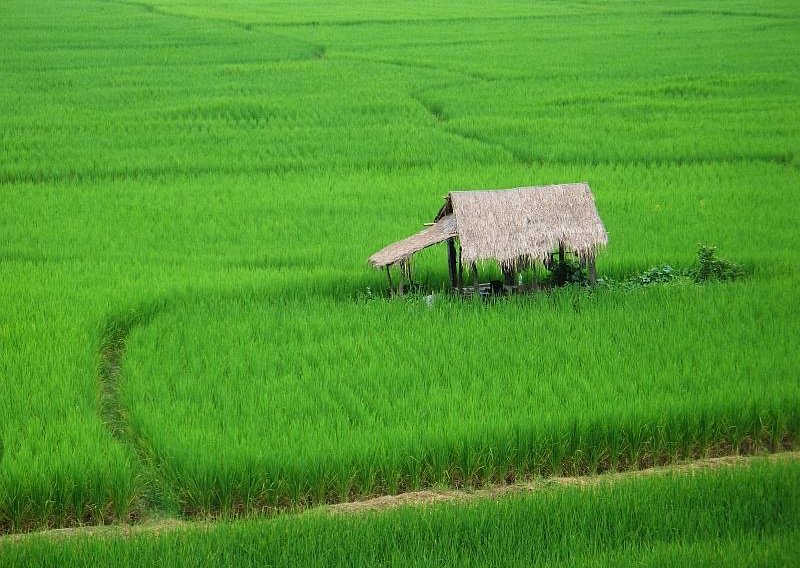
Rizière dans la vallée de la Nan, près de la ville de Nan

### Grand bassin de la Nan
Avec ses affluents, la Nan a un bassin versant de 57 947 km2 (partie du bassin versant de la Chao Phraya),
Les sols de la partie inférieure de ce bassin versant sont excellents pour l'agriculture.

### Petit bassin de la Nan
La plupart des hydrologues, cependant, divisent le grand bassin de la Nan en deux : celui de la Nan au sens strict et celui de la Yom. Si on retire les 23 616 km2 du bassin de la Yom et de ses affluents, le bassin de la Nan ne représente plus que 34 331 km2 dans les provinces de Phitsanulok, Phichit, Nan et Uttaradit.

## Histoire

### Premières civilisations

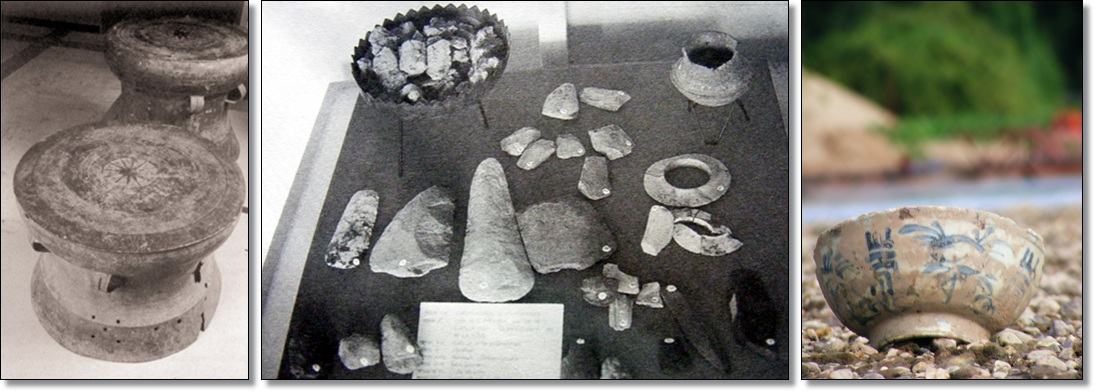
Découvertes archéologiques, dans le bassin de la Nan, province d'Uttaradit : à droite, des tambours métalliques utilisés pour les cérémonies pendant la préhistoire ; au centre, des outils de l'âge de pierre vieux de plus de 2 000 ans ; à gauche, une poterie de l'antiquité

Le bassin de la Nan est occupé depuis une date très ancienne, comme le montrent des outils de l'âge de la pierre découverts près de Phitsanulok. Ces premiers chasseurs-cueilleurs ne sont pas les ancêtres des thaïs qui occupent aujourd'hui la région. La population du bassin de la Chao Phraya resta longtemps clairsemée.
L'établissement de populations plus importante est liée au début de la culture du riz au cours de l'âge du bronze, et se poursuivit au cours de l'âge du fer. Les archéologues suspectent que des tribus de langue Môn-khmère s'établirent dans la région, où elles introduisirent la culture du riz, la métallurgie et la domestication. La principale voie migratoire à cette époque se trouvait probablement le long de la côte de Thaïlande, mais ces populations remontèrent aussi les fleuves, atteignant par la Chao Phraya le bassin de la Nan et d'autres zones où il était relativement facile de s'établir.
La vague de migration suivante vint au contraire des régions montagneuses du Nord de la Thaïlande : il s'agissait des Thaïs. Ils provenaient probablement du sud du Fleuve bleu. À mesure que les Hans se répandaient dans cette région (aux alentours du VIe siècle avant notre ère), les ancêtres des thaïs se replièrent dans les hautes vallées, et au cours des siècles migrèrent vers l'Ouest le long d'un arc allant du Guangxi jusqu'à la vallée du Brahmapoutre.
Les Thaïs apportèrent leur maîtrise de la culture du riz dans les régions montagneuses du Nord de la Thaïlande, puis dans le bassin de la Nan et les autres basses terres du pays. Certains Môn-Khmers se replièrent dans les collines, tandis que les autres adoptaient la culture et les dialectes Tai-Kadai des nouveaux arrivants. Le thaï parlé dans la région fut très influencé par la culture khmère, et évolua pour donner le thaï aujourd'hui majoritaire, qui diffère fortement des autres langues taïes.
Même après cette migration thaï, la population resta peu importante dans le bassin de la Nan. Les prédateurs, la malaria, les températures tropicales et d'autres obstacles l'empêchèrent de se développer loin des rivières, en dépit de l'extrême fertilité des sols. Elle s'urbanisa progressivement le long de la Nan. Les premières villes furent organisées sur le modèle d'Angkor, qui était déjà avancé au moment où le bassin de la Nan acquit une population permettant un développement urbain. Une des premières zones urbaines émergeant durant l'Empire khmer fut Song Khwae, qui devint la ville moderne de Phitsanulok. En dépit de cette urbanisation, au tournant du XXe siècle, la plus grande partie du bassin était encore constituée de forêts primaires.

### Maisons flottantes

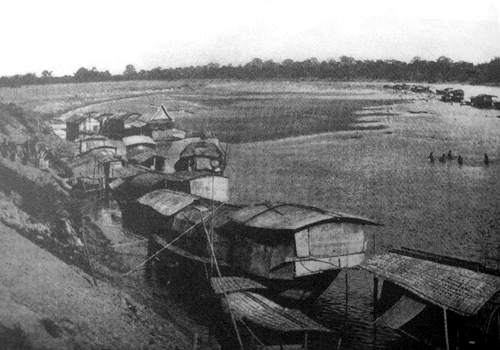
Maisons flottantes sur la Nan (vers 1910).

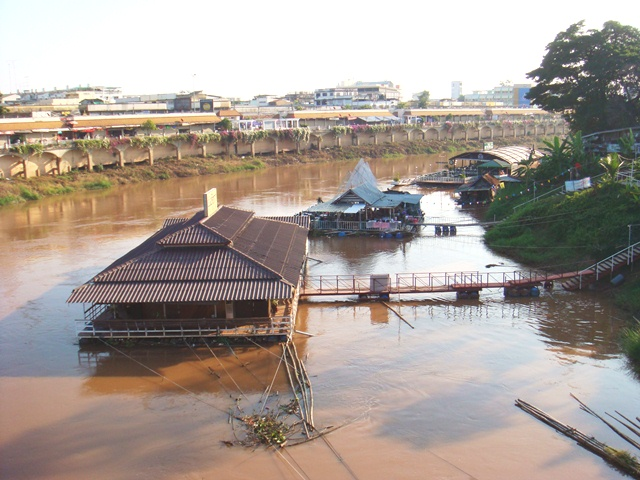
Maisons flottantes à Phitsanulok en 2011

Phitsanulok est la seule ville de Thaïlande où les maisons flottantes sont légales, et elles ont toujours joué un rôle important dans la culture locale. 

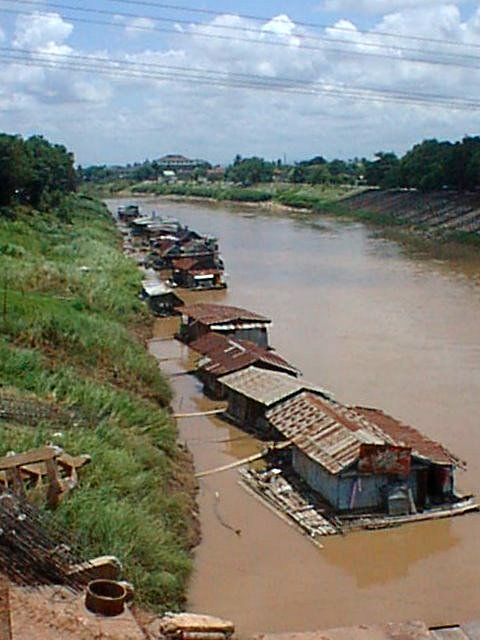
Maisons flottantes à Phitsanulok en 2001

Certains habitants y mènent encore une vie traditionnelle sur des bateaux et radeaux d'habitation le long des berges de la Nan. Il existe même une maison-musée flottante, qui permet aux touristes de découvrir directement cet aspect de la culture de la Nan.

### Barrage Naresuan
Le barrage Naresuan, nommé d'après le roi Naresuan (r. 1590-1605), fut construit sur la Nan entre 1976 et 1985 dans la province de Phitsanulok, au nord de la ville de Phitsanulok : c'est un élément du Projet d'Irrigation de Phitsanulok.

## Pollution
La qualité des eaux de la Nan souffre d'importantes contaminations bactériennes, attribuées principalement au développement rapide des villes des provinces de Phitsanulok, Phichit, Nan et Uttaradit.